# Starworks Motorsport
Starworks Motorsport é uma equipe estadunidense de automobilismo com sede em Fort Lauderdale, Flórida. A equipe foi criada em 2010 por Peter Baron e opera um Riley Daytona Prototype é executado e dois carros Prototype Challenge Oreca Chevrolet FLM09.